# Ле Дрю
Ле Дрю (на френски: Les Drus) е двоен връх във френската част на Алпите, в масива на Монблан. Висок е 3754 m. Състои се от две остри чуки („игли“) – Гран Дрю (на френски: Grand Dru, Големия Дрю) и Пти Дрю (на френски: Petit Dru, Малкия Дрю).
Макар и не толкова висок като други върхове в района (Монблан, Гранд Жорас, Дан дю Жеан), Ле Дрю е определян като най-личния връх в района на Шамони.
- Гран Дрю достига до 3754 m н.в.
- Пти Дрю е с връхна точка на 3733 m н.в.[1][2] Той издига над Монтанвер гранитната си стена с височина над 1000 m, една от най-стръмните в Алпите (среден наклон над 75°[3]). Северната му стена е една от шестте големи северни стени на Алпите.

## История на изкачванията
- 1878, 12 септември – първо изкачване на Гран Дрю от Клинтън Томас Дент, Джеймс Уокър Хартли и водачите им Александър Бургенер и Каспар Маурер. Осъществяват го по югоизточната стена.
- 1879, 29 август – първо изкачване на Пти Дрю от Жан Шарле-Стратон, Проспер Пейо и Фредерик Фолике, направено по южната стена и югозападния гребен.
- 1887, 31 август – първи траверс на двата върха Дрю (Голям – Малък) от Франсоа Симон, Емил Рей и Анри Дюно (Henri Dunod, Émile Rey, François Simond).[4]
- 1889, 30 август –  първи траверс на двата върха Дрю (Малък – Голям), със спуснато въже от Гран Дрю.[4]
- 1901, 23 август –  първи траверс от Пти Дрю до Гран Дрю без външна помощ.[4]
- 1928, 25 февруари – първи зимен траверс от Арман Шарле и Камий Девуасу (Armand Charlet, Camille Devouassoux).[4]
- 1935, 1 август – първо изкачване на Северната стена от Пиер Ален (Pierre Allain) и Раймон Лайнингер (Raymond Leininger), изключително постижение за времето си. Правят го за два дни, без котки, без планински обувки, със само 7-милиметрово конопено въже.[2]

## Галерия
- Северната стена на Дрю и нейната „ниша“.
- Пти Дрю и Гран Дрю, склонът Шарпоа (юг).
- Егюий Верт (на преден план) и Ле Дрю (вдясно).
- Ле Дрю, гледани при изкачване на малката Егюий Верт (лято 2003); между малкия и големия Дрю – северният кулоар на Ле Дрю.